# ناهاپت
ناهاپِت (ارمنی: Նահապետ به معنی «میهن‌پرست») فیلمی متعلق به دوره شوروی محصول سال ۱۹۷۷ (میلادی) به کارگردانی هنریک مالیان است. این فیلم اولین فیلم ارمنی است که به نسل‌کشی ارمنی‌ها می‌پردازد. فیلم با اقتباسی از رمانی نوشته هراچیا کوچار تهیه شده‌است.

## بازیگران
- سوس سارگسیان
- سوفیک سارگسیان
- فرونزیک مکرتچیان
- گالیا نوونتس
- ورویر پانویان
- گوژ مانوکیان
- آرتاشس گیوداکیان
- رودولف قوندیان
- آلکساندر خاچاتریان